# Valda Lake
Valda Lake (11 oktober 1968) is een tennisspeelster uit Groot-Brittannië.
Tussen 1986 en 1996 won Lake 8 ITF-dubbeltoernooien, waarvan het $50.000-toernooi van Southampton samen met Clare Wood de grootste was.
Lake speelde eenmaal in 1996 een dubbelspel op de Fed Cup Dat jaar speelde ze ook met Clare Wood in de kwartfinale van de Olympische Zomerspelen van Atlanta.